# ISO 3166-2:ES
La ISO 3166-2:ES és el subconjunt per a Espanya de l'estàndard ISO 3166-2 publicat per l'Organització Internacional per a l'Estandardització (ISO) que defineix els codis de les principals subdivisions administratives.
Els codis ISO 3166-2 per a Espanya estan definits per a dos nivells de subdivisions:
- 17 comunitats i 2 ciutats autònomes
- 50 províncies

En els casos de comunitats uniprovincials disposen de codis diferents per a cada nivell. Pels codis provincials es mantenen els antics codis de matriculació de vehicles definits per a les capitals provincials.

## Codis
| Codi  | Comunitat/ciutat autònoma |
| ----- | ------------------------- |
| ES-AN | Andalusia                 |
| ES-AR | Aragó                     |
| ES-AS | Astúries                  |
| ES-CN | Canàries                  |
| ES-CB | Cantàbria                 |
| ES-CM | Castella - la Manxa       |
| ES-CL | Castella i Lleó           |
| ES-CT | Catalunya                 |
| ES-EX | Extremadura               |
| ES-GA | Galícia                   |
| ES-IB | Illes Balears             |
| ES-RI | Rioja, La                 |
| ES-MD | Madrid                    |
| ES-MC | Múrcia                    |
| ES-NC | Navarra, Comunitat Foral  |
| ES-PV | País Basc (País Vasco)    |
| ES-VC | Valenciana, Comunitat     |
| ES-CE | Ceuta                     |
| ES-ML | Melilla                   |

| Codi  | Província                                    | C.A. |
| ----- | -------------------------------------------- | ---- |
| ES-C  | La Corunya                                   | GA   |
| ES-VI | Àlaba (cap. Vitòria)                         | PV   |
| ES-AB | Albacete                                     | CM   |
| ES-A  | Alacant                                      | VC   |
| ES-AL | Almeria                                      | AN   |
| ES-O  | Astúries (cap. Oviedo)                       | AS   |
| ES-AV | Àvila                                        | CL   |
| ES-BA | Badajoz                                      | EX   |
| ES-PM | Illes Balears (cap. Palma [de Mallorca])     | IB   |
| ES-B  | Barcelona                                    | CT   |
| ES-BU | Burgos                                       | CL   |
| ES-CC | Càceres                                      | EX   |
| ES-CA | Cadis                                        | AN   |
| ES-S  | Cantàbria (cap. Santander)                   | CB   |
| ES-CS | Castelló                                     | VC   |
| ES-CR | Ciudad Real                                  | CM   |
| ES-CO | Còrdova                                      | AN   |
| ES-CU | Cuenca                                       | CM   |
| ES-GI | Girona                                       | CT   |
| ES-GR | Granada                                      | AN   |
| ES-GU | Guadalajara                                  | CM   |
| ES-SS | Guipúscoa (cap. Sant Sebastià)               | PV   |
| ES-H  | Huelva                                       | AN   |
| ES-HU | Osca (Huesca)                                | AR   |
| ES-J  | Jaén                                         | AN   |
| ES-LO | La Rioja (cap. Logronyo)                     | RI   |
| ES-GC | Las Palmas (cap. Las Palmas de Gran Canaria) | CN   |
| ES-LE | Lleó (León)                                  | CL   |
| ES-L  | Lleida                                       | CT   |
| ES-LU | Lugo                                         | GA   |
| ES-M  | Madrid                                       | MD   |
| ES-MA | Màlaga                                       | AN   |
| ES-MU | Múrcia                                       | MC   |
| ES-NA | Navarra                                      | NC   |
| ES-OR | Ourense                                      | GA   |
| ES-P  | Palència                                     | CL   |
| ES-PO | Pontevedra                                   | GA   |
| ES-SA | Salamanca                                    | CL   |
| ES-TF | Santa Cruz de Tenerife                       | CN   |
| ES-SG | Segòvia                                      | CL   |
| ES-SE | Sevilla                                      | AN   |
| ES-SO | Sòria                                        | CL   |
| ES-T  | Tarragona                                    | CT   |
| ES-TE | Terol                                        | AR   |
| ES-TO | Toledo                                       | CM   |
| ES-V  | València                                     | VC   |
| ES-VA | Valladolid                                   | CL   |
| ES-BI | Biscaia                                      | PV   |
| ES-ZA | Zamora                                       | CL   |
| ES-Z  | Saragossa (Zaragoza)                         | AR   |